# Březenský vrch
Březenský vrch (237,2 m n. m.) je kopec v Dolnooharské tabuli v okrese Louny Ústeckého kraje. Leží asi půl kilometru jihovýchodně od vsi Březno a tvoří významný bod Lounské pahorkatiny. Vrch je budován porcelanity a slínovci, jejichž výchoz na severním úpatí je chráněn jako přírodní památka Březno u Postoloprt.

## Geomorfologie a geologie
Geomorfologicky vrch náleží do celku Dolnooharská tabule, podcelku Hazmburská tabule, okrsku Lounská pahorkatina a podokrsku Březenská pahorkatina. Březenský vrch s nadmořskou výškou 237,2 metrů má podobu hřbetu protaženého ve směru severovýchod–jihozápad. Jádro kopce tvoří coniacké vápnité slínovce a svrchnoturonské až coniacké pískovce, které vznikly ze sedimentů na dně svrchnokřídového moře. Ty jsou překryté mladotřetihorními jíly, ze kterých ve svrchních partiích vypálením vznikly porcelanity. Porcelanity s převládajícím červeným a žlutavým odstínem se v minulosti těžily v lomu, kde jejich mocnost dosahovala asi dvanácti metrů. K vypálení došlo díky samovznícení uhelného souvrství v místech, kde byly uhelné vrstvy odkryty erozí a svahovými pohyby.
V severní části svahu slínovcová kra zasahuje hluboko do Ohře, kde způsobila zúžení koryta řeky.Četné sesuvy odkryly 150 metrů dlouhý výchoz slínovců, který byl vyhlášen jako stratotyp březenského souvrství České křídové pánve a je chráněn jako přírodní památka Březno u Postoloprt. Na jednom z větších sesuvů je postavena část domů Března, z nichž několik zaniklo při sesuvu v roce 1939.

## Flóra
Kopec je porostlý jehličnatým lesem s převahou borovic a modřínů a s příměsí dubů, akátu a keřů. V lesem porostlé části přírodní památky rostou také vrby a topoly. K ohroženým druhům rostlin na lokalitě patří bělozářka liliovitá (Anthericum liliago).

## Přístup
Na vrchol vede od železniční stanice Březno u Postoloprt žlutě značená turistická trasa, která dále pokračuje do Loun.